# امت جی. اسکنلن
اِمِـت جی. اِسکنلن (انگلیسی: Emmett J. Scanlan؛ زادهٔ ۳۱ ژانویهٔ ۱۹۷۹) بازیگر اهل ایرلند است.
از فیلم‌ها یا مجموعه‌های تلویزیونی که وی در آن‌ها نقش داشته است، می‌توان به نگهبانان کهکشان اشاره نمود.